# Жардин-да-Серра
Жардин-да-Серра (порт. Jardim da Serra)  —  район (фрегезия) в Португалии,  входит в округ Мадейра. Расположен на острове Мадейра. Является составной частью муниципалитета  Камара-де-Лобуш. Население составляет 3707 человек на 2001 год. Занимает площадь 7,10 км².